# Pancenkov
Pancenkov är ett efternamn. Den 31 december 2019 var 15 personer med efternamnet folkbokförda i Sverige.

## Personer med efternamnet Pancenkov

### Alfabetiskt sorterade
- Paulina Pancenkov (född 1999), popmusiker och Idoldeltagare

- Suzi Pancenkov (född 2002), pop- och hiphopmusiker